# Auguste Serraillier
Auguste Serrailler, (Draguignan (Var) em 1840 - morreu no exílio em uma data desconhecida (depois de 1872, provavelmente na Inglaterra), foi um ativista da Associação Internacional dos Trabalhadores e personalidade importante da Comuna de Paris.

## Biografia
Auguste mudou-se para Londres onde trabalhou como sapateiro. Em outubro de 1869 juntou-se ao conselho de administração da Associação Internacional dos Trabalhadores, tornando-se o secretário correspondente a Bélgica, Espanha e Holanda.
Com o fim do regime monárquico bonapartista e a proclamação da República em 04 de setembro de 1870, ele foi enviado para Paris para fazer um relatório sobre a situação em França. Na eleição de 16 de abril de 1871, ele foi eleito para a câmara municipal pelo Segundo Distrito, participando da Comissão do Trabalho e Trocas do governo revolucionário.
Após a queda da Comuna de Paris, ele conseguiu escapar para Londres, sendo condenado à morte à revelia pelo Conselho de Guerra. Ele participou da Conferência de Londres de 1871, da Conferência de Haia de 1872 e 1873-1874, sendo membro do Conselho Federal Britânico.